# جوك ووكر
جوك ووكر (بالإنجليزية: Jock Walker)‏ (1882 في المملكة المتحدة - 16 ديسمبر 1968) هو مدرب كرة قدم ولاعب كرة قدم بريطاني (وحمل سابقاً جنسية المملكة المتحدة لبريطانيا العظمى وأيرلندا) في مركز الظهير. لعب مع ريث روفرز ونادي ميدلزبره.

## وصلات خارجية
- جوك ووكر على موقع الاتحاد الإسكتلندي (الإنجليزية)